# Курт Клем
Курт Клем (нім. Kurt Klemm; 19 січня 1894, Мюльгаузен, Тюрингія — 22 листопада 1973, Бад-Ноєнар, Рейнланд-Пфальц) — німецький юрист, урядовець, голова виконавчої влади (регірунспрезідент) округу Мюнстер, генеральний комісар генеральної округи Житомир.

## Життєпис
Курт Клем, син ландрата в Мюльгаузені, закінчив мюльгаузенську гімназію, після чого вивчав юриспруденцію в університетах Геттінгена, Фрайбурга і Марбурга. Склавши перший державний іспит із права, він із 1915 року брав участь у Першій світовій війні, а після війни вийшов у запас у званні лейтенанта Кайзера Франца Гвардійсько-гренадерського полку № 2. 
Після війни пройшов підготовчу юридичну практику і після другого державного іспиту з права вступив на державну службу. Працював спочатку в уряді міста Гумбіннен референдарем і асесором у 1919 і 1921 роках відповідно, а з 1925 року в Міндені, де він у 1928 році отримав призначення на посаду урядового радника (нім. regierugsrat).
З 1920 року Клем був членом Німецької народної партії, а в грудні 1931 вступив у нацистську партію. 28 лютого 1933 року його призначено начальником поліції Реклінгхаузена. З лютого 1935 року він обіймав посаду голови окружної управи Мюнстера, на якій вже з листопада 1934 року перебував як тимчасово призначений. Під час Другої світової війни він після вторгнення до Радянського Союзу був прикомандирований до Імперського міністерства у справах окупованих східних територій. З жовтня 1941 по жовтень 1942 року був генеральним комісаром Житомира, а потім до липня 1943 року — на такій самій посаді в генеральній окрузі Волинь-Поділля. 20 липня 1943 його було тимчасово відсторонено від посади.
Після 1945 року Курт Клем жив як відставний голова окружної влади в Мюнстері і помер 22 листопада 1973 року у містечку Бад-Ноєнар-Арвайлер.